# 東盟衛視
東盟衛視（MGTV），是一家服務於東盟十國的華語電視台，隸屬於中國大陸東莞新文傳媒集團，於2008年5月22日成立開播，其總部位於泰國曼谷，口號為「暢想東盟，魅力綻放(ASEAN Vision，Exuding Success.)」。

## 辦台宗旨
秉持傳播中國形象、弘揚中華文化為宗旨，緻力於促進中國與東盟各國的經濟、旅遊與文化交流，以推動東盟一體化建設為己任，力求搭建一個促進東盟與中國及世界各國之間資訊互通的媒介平台。

## 節目
- 《泰八卦》(2014年7月6日開播－2017年6月18日停播)
- 《對話東盟》
- 《泰觀察》
- 《正點快報》
- 《東盟發現》
- 《看東盟》
- 《旅遊@東盟》
- 《味覺愛旅行》
- 《電視劇場》
- 《電影時刻》
- 《音樂龍捲風》

## 主持人
- 張　瀟
- 龍　萍
- 張　莫
- 熊旭旭
- 王　磊
- 林正輝（Alizabeth 娘娘）
- 李雯泉
- 文　遠
- 麗　明

## 收看方式
- 泰星5號
  - 波段：C
  - 下行頻率：3585兆赫
  - 極化方式：V
  - 符號率：30000 Msym/s
  - 前向糾錯：5/6
- TOT iptv
  - 頻道編號：166

## 姊妹台
- 馬來西亞：马来西亚广播电视台(RTM)
- 新加坡：新傳媒私人有限公司(Mediacorp)
- 印尼：Esia電視臺、國際日報
- 澳大利亞：天和電視臺(RTV)
- 泰國：星暹日報
- 中國大陸：中國新聞社、新華社、雲南衛視、海峽衛視、廣西衛視、廣東衛視、中國中央電視台

## 外部連結
- YouTube上的東盟衛視頻道（中文）
- 官方網站（中文）（英文）
- 東盟衛視的新浪微博（中文）
- 東盟衛視的新浪微博(ThaiGossip-泰八卦)（中文）